# Federation of Young European Greens
Federation of Young European Greens (FYEG) (deutsch: Föderation Junger Europäischer Grüner) ist der europaweite Zusammenschluss von 36 grünen Jugendverbänden. Im deutschsprachigen Raum sind die deutsche Grüne Jugend, die Jungen Grünen der Schweiz und die Young Greens Southtyrol Mitgliedsverbände.
Der Verband ist die offizielle Jugendorganisation der Europäischen Grünen. Er wurde 1988 gegründet und sitzt in Brüssel. Geleitet wird der Verband durch einen achtköpfigen Vorstand (das Exekutivkomitee), sowie die Generalsekretärin.

## Mitgliederorganisationen
Stand Mai 2025 sind FYEG 34 Mitglieder angehörig, davon 2 als Partnerorganisationen.
- Te Rinte e Gjelber (Vollmitglied, Albanien)
- Grüne Jugend - Grünalternative Jugend (Vollmitglied, Österreich)
- Belarusian Young Greens (Partnerorganisation, Belarus)
- Jong Groen (Vollmitglied, Belgien)
- écolo j (Vollmitglied, Belgien)
- YOUTH FOR A GREEN FUTURE (Partnerorganisation, Bulgarien)
- Joves Ecosocialistes (Vollmitglied, Katalonien)
- Neolaá Oikológon (Vollmitglied, Zypern)
- Mladí zelení (Vollmitglied, Tschechien)
- Young Greens of England and Wales (Vollmitglied, Vereinigtes Königreich)
- Noored Rohelised (Mitgliedskandidat, Estland)
- Vihreät nuoret (Vollmitglied, Finnland)
- Les Jeunes Écologistes (Vollmitglied, Frankreich)
- Young Greens of Georgia (Vollmitglied, Georgien)
- Grüne Jugend (Vollmitglied, Deutschland)
- Neoi Prasinoi (Vollmitglied, Griechenland)
- Oige Ghlas (Vollmitglied, Irland)
- Giovani Europeisti Verdi (Vollmitglied, Italien)
- Protests (Vollmitglied, Lettland)
- Jaunųjų demokratų sąjunga (Mitgliedskandidat, Litauen)
- déi jonk gréng (Vollmitglied, Luxemburg)
- Kollettiv Żgħażagħ EkoXellugin (Vollmitglied, Malta)
- Forum Mladih URA (Vollmitglied, Montenegro)
- DWARS, Groenlinks Jongeren (Vollmitglied, Niederlande)
- MODOM (Vollmitglied, Nordmazedonien)
- Grønn Ungdom (Vollmitglied, Norwegen)
- Ostra Zieleń (Vollmitglied, Polen)
- Ecolo Jovem „Os Verdes“ (Vollmitglied, Portugal)
- Scottish Young Greens (Vollmitglied, Schottland)
- Zelena Omladina Srbije (Vollmitglied, Serbien)
- Young Greens South Tyrol (Vollmitglied, Südtirol)
- Juventud Verde (Vollmitglied, Spanien)
- Grön Ungdom (Vollmitglied, Schweden)
- Swiss Young Greens (Vollmitglied, Schweiz)
- Genç Yeşiller (Vollmitglied, Türkei)
- Zelena molodʹ Ukrayiny (Vollmitglied, Ukraine)

## Ehemaliges Mitglied in Österreich
Die Jungen Grünen waren 2010–2018 eine politische Jugendorganisation der Grünen in Österreich. Sie waren Mitglied des FYEG, des weltweiten Dachverbands grüner Jugendorganisationen Global Young Greens und der österreichischen Bundesjugendvertretung. Unter Selbstauflösung fusionierten sie 2018 mit dem Jugendverband Junge Linke. Jakob Schwarz (* 1985) war ab 2011 zwei Jahre lang Vorstandsmitglied und Ko-Sprecher der FYEG.